# Creatina cinasa
La creatina cinasa (CK), también conocida como creatina quinasa, creatina fosfocinasa (CPK) o fosfocreatina cinasa, es una enzima expresada por varios tejidos y tipos celulares.

## Función biológica

La creatina se fosforila transformando un ATP en ADP.

Cuando el músculo se contrae, el ATP se consume y la creatina cinasa cataliza la refosforilación del ADP para formar ATP, usando fosfocreatina como reservorio de la fosforilación
En la miofibrilla, al inicio de la contracción muscular, la concentración de ADP aumenta a medida que disminuye los niveles de ATP. En esta situación la enzima cataliza la reacción inversa, transfiriendo un radical fosforilo al ADP, restaurando rápidamente la concentración de ATP.
Así, la fosfocreatina, por intermedio del ATP, constituye una reserva energética rápidamente utilizable por el músculo esquelético y otros tejidos, como por ejemplo el del cerebro (metabolismo anaeróbico). Sin embargo, la reserva de fosfocreatina no permite este gasto por un gran período de tiempo. Este proceso de obtención de energía, pasados 10 segundos, da lugar a otros mecanismos, como la glucólisis anaerobia y por último la respiración celular, que toma el relevo después de unos dos minutos hasta el final del ejercicio muscular.

## Estructura química e isoformas

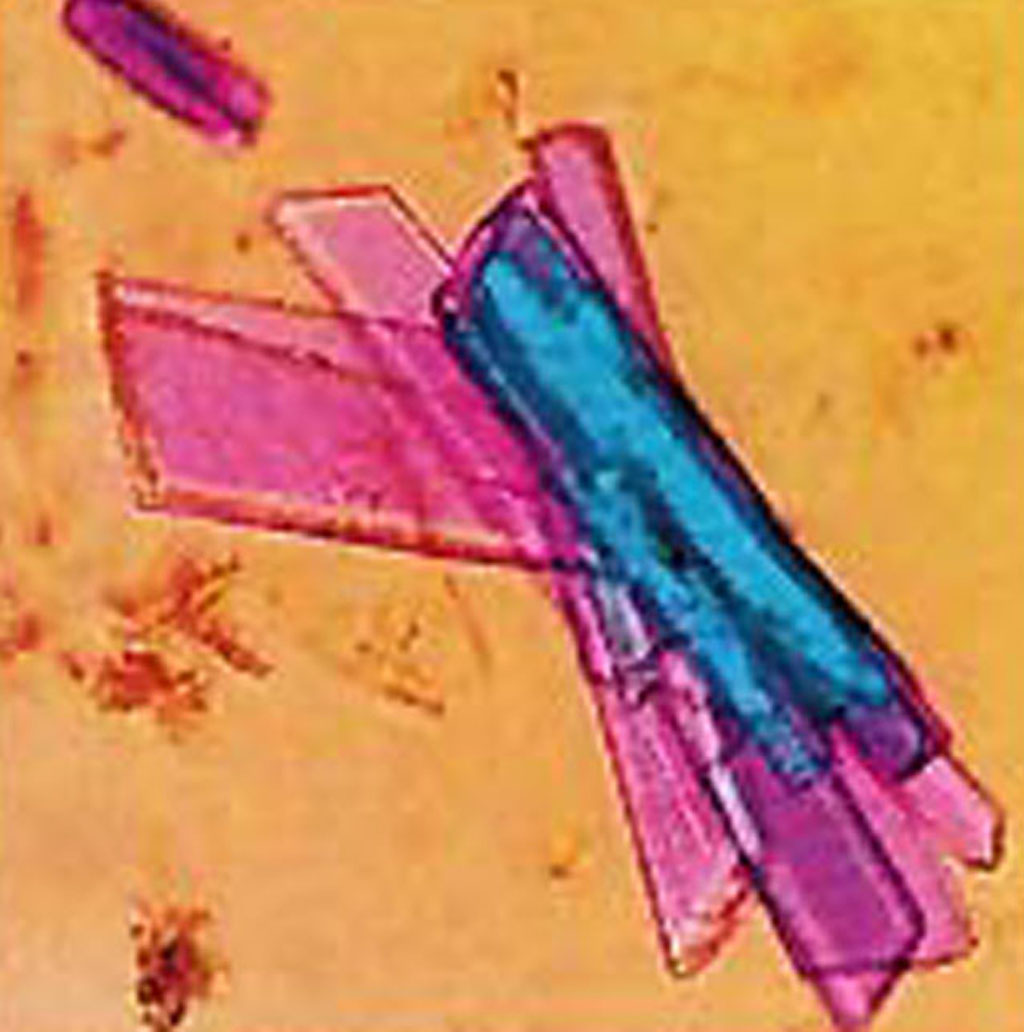
Cristales de creatina cinasa vistos al microscopio.

La creatina cinasa (CK) es una enzima dimérica compuesta por dos tipos de subunidades monoméricas, M (muscular) y B (cerebral) que se combinan para formar tres isoenzimas creatina cinasa distintas: CK-1 (BB), CK-2 (MB) y CK-3 (MM). La principal proporción de la actividad total de la CK se encuentra en los músculos esqueléticos y ésta es predominantemente la isoforma CK-3. Otros tejidos con unos niveles de creatina cinasa relativamente elevados incluyen el miocardio, del cual aproximadamente el 40% es la isoforma CK-2, el tracto gastrointestinal y el cerebro, en el que predomina la isoforma CK-1. 

### Creatina cinasa cerebral
La isoforma cerebral de la creatina cinasa (CK-BB) es un dímero de las subunidades cerebrales. Tiene como sustrato natural principal a la creatina, pero también a ciclocreatina, glicociamina y N-etilglicociamina. Usa como cofactores al ADP, ATP, MgADP−
, MgATP2−
, Mg, Mn2+
 y NaCl.

### Creatina cinasa miocárdica
La creatina cinasa MB  (o CK-2) es una isoenzima que se encuentra exclusivamente en el tejido cardiaco y pertenece a la familia de las creatina cinasas, las cuales se caracterizan por catalizar la fosforilacion de la creatina para producir fosfocreatina.
Por ser una isoenzima de las creatinas, la CPK2 es un dimero conformado por dos subunidades asociadas: una subunidad B (células nerviosas) y una subunidad M (músculo)
Los niveles normales de creatina cinasa MB en el cuerpo no deben superar el margen del 6% del total de creatina cinasa en el cuerpo. Su valor oscila entre los: 10-50 Ul/L a 30 °C y puede variar de acuerdo al método que se emplee para su medición

## Empleo en diagnóstico médico y valores de referencia
La CK puede fugarse del interior de las miofibrillas de un músculo deteriorado. Cuando se encuentran niveles elevados de creatina cinasa en una muestra de sangre indica generalmente que el músculo está siendo destruido por algún proceso anormal, tal como una distrofia muscular o una inflamación. Sin embargo, existen ciertas condiciones como la fiebre o el esfuerzo muscular que pueden arrojar altos niveles sanguíneos de creatina cinasa sin patología aparente.
Cada isoforma tiene una función diferente: la isoforma CK-BB sirve para conocer el daño cerebral y CK-MB en valores anormales nos permite identificar un daño cardíaco, en especial un infarto agudo de miocardio en combinación con un ECG y estudios de troponinas.
La CK suele reportarse en mg/dl, (en Canadá y Europa μmol/l. 1 mg/dl de creatina cinasa es 88,4 μmol/L).
El rango típico de referencia en mujeres es de 0,5 a 1,0 mg/dl (45-90 μmol/l) y en hombres es de 0,7 a 1,2 mg/dl (60-110 μmol/l).
La CK-2 es considerada una enzima cardíaca y permite la identificación de una lesión en las fibras del miocardio.
Los valores de la CK-2 en el cuerpo se pueden determinar a través de una prueba de laboratorio, que se realiza a partir de una muestra de sangre y no requiere preparación previa
Cuando los pacientes presentan síntomas tales como: dolor en el lado izquierdo del cuerpo y en el pecho, dificultad para respirar, náuseas, entre otros, se hace necesario revisar los niveles de la creatina cinasa MB puesto que estos aumentan cuando un infarto de miocardio sucede. Los valores se elevan 3 a 6 horas después de la aparición de los síntomas, alcanzan un máximo nivel a las 24 horas y regresan a la normalidad luego de 72 a 96 horas del suceso
Un infarto de miocardio también está acompañado por un aumento en la LDH (lactato deshidrogenasa) y las transaminasas.
Cabe aclarar que si la CK-2 permanece negativa por un tiempo igual o mayor a 48 horas después del episodio, la patología no se relaciona con un infarto de miocardio. Las personas con alta masa muscular, de raza negra o que realizan ejercicio severo pueden tener sus niveles de CK total aumentados.